# Giovanni Molino
Giovanni Molino (all'anagrafe Giovanni Carlo Molino) (Caresana, 3 aprile 1931 – Caresana, 15 dicembre 2024) è stato un calciatore e allenatore di calcio italiano, di ruolo difensore.

## Carriera

### Calciatore

Una formazione della Lazio del 1959-60: Molino è accosciato secondo da sinistra

Dopo aver iniziato la carriera al Casale, disputandovi un campionato da titolare, passò nella stagione 1950-1951 al Torino, dove giocò solo la sua gara d'esordio, in casa contro la Sampdoria (24 settembre 1950). Ritornò così provvisoriamente al Casale.
Tornò con i granata nella stagione 1952-1953, rimanendovi tre stagioni; passò quindi alla Lazio, con la quale segnò il suo solo gol in Serie A il 2 marzo 1959 nella vittoria casalinga contro la Spal per 4-0.
Chiuse la sua carriera al Napoli, con due stagioni da titolare: nella stagione 1961-1962, gioca 30 gare su 38, in una stagione che vede la squadra campana, allora in Serie B, inizialmente lontana dalla lotta per la promozione; arrivato Bruno Pesaola a sostituire Fioravante Baldi, la squadra dopo aver ottenuto risultati migliori fu promossa giungendo seconda dietro il solo Genoa. L'anno successivo la squadra disputò un campionato che la vide retrocedere; al termine della vittoria in trasferta a Milano del 27 gennaio 1963 vinta dai partenopei per 1-0 Molino fu squalificato per un mese per irregolarità all'antidoping. Tornò alle gare nella partita in campo neutro a Bari del 5 maggio 1963, quando il Napoli pareggiò 0-0 contro il Bologna; al termine del campionato aveva disputato 27 gare su 34.

### Allenatore
Allenò, al principio come allenatore in seconda e quindi dal 10 marzo 1964, dopo aver sostituito l'esonerato Roberto Lerici alla venticinquesima giornata, il Napoli, appena retrocesso e con problemi economici che alla fine della stagione porteranno la società campana a trasformarsi da Associazione Calcio Napoli (di cui fu l'ultimo allenatore) a Società Sportiva Calcio Napoli. Malgrado le ambizioni della società, di proprietà di Achille Lauro ma retta da Luigi Scuotto che successivamente si farà aiutare da Roberto Fiore, in poche partite a disposizione non riuscì a risollevare la squadra.

## Statistiche

### Statistiche da allenatore
| Stagione        | Squadra         | Campionato      | Campionato | Campionato | Campionato | Campionato | Coppe nazionali | Coppe nazionali | Coppe nazionali | Coppe nazionali | Coppe nazionali | Coppe continentali | Coppe continentali | Coppe continentali | Coppe continentali | Coppe continentali | Altre coppe | Altre coppe | Altre coppe | Altre coppe | Altre coppe | Totale | Totale | Totale | Totale | % Vittorie |
| Stagione        | Squadra         | Comp            | G          | V          | N          | P          | Comp            | G               | V               | N               | P               | Comp               | G                  | V                  | N                  | P                  | Comp        | G           | V           | N           | P           | G      | V      | N      | P      | %          |
| --------------- | --------------- | --------------- | ---------- | ---------- | ---------- | ---------- | --------------- | --------------- | --------------- | --------------- | --------------- | ------------------ | ------------------ | ------------------ | ------------------ | ------------------ | ----------- | ----------- | ----------- | ----------- | ----------- | ------ | ------ | ------ | ------ | ---------- |
| mar.-giu. 1964  | Napoli          | B               | 14         | 4          | 6          | 4          | -               | -               | -               | -               | -               | -                  | -                  | -                  | -                  | -                  | -           | -           | -           | -           | -           | 14     | 4      | 6      | 4      | 28,57      |
| Totale carriera | Totale carriera | Totale carriera | 14         | 4          | 6          | 4          |                 | -               | -               | -               | -               |                    | -                  | -                  | -                  | -                  |             | -           | -           | -           | -           | 14     | 4      | 6      | 4      | 28,57      |

## Palmarès

### Club

#### Competizioni nazionali
- Coppa Italia: 2

Lazio: 1958
Napoli: 1961-1962